# Perityle
Perityle là một chi thực vật có hoa trong họ Cúc (Asteraceae).

## Loài
Chi Perityle gồm các loài: